# Чёрная суббота (1975)
Чёрная суббота — серия убийств и вооруженных столкновений в Бейруте, на первом этапе гражданской войны в Ливане.
6 декабря 1975 года тела четырёх членов правой партии Катаиб (фаланги), организации, состоявшей в первую очередь из христиан-маронитов, были найдены в заброшенном автомобиле неподалёку от государственной электростанции в христианской части Восточного Бейрута. Пятый был жив, но серьезно ранен.
Милиция фаланги в городе пришла в бешеную ярость, обвинив в убийствах Ливанское национальное движение, в котором доминировали левые мусульмане, и палестинцев. Войска фаланги атаковали мусульман всей христианской части Восточного Бейрута, без разбора стреляя в толпу. Десятки или сотни мусульманских заложников были захвачены на городских улицах и либо убиты, либо позже освобождены за выкуп.
Бойцы, по-видимому, во главе с Джозефом Саадом, отцом одного из четырёх убитых, начали строить контрольно-пропускные пункты на основных перекрёстках Бейрута. На этих пунктах был организован досмотр проезжающих машин и пешеходов, у которых требовали показать удостоверение личности. Любой палестинец (которые, как беженцы без гражданства, и не имели никакого удостоверения личности) или мусульманин (ливанские удостоверения личности включают пункт с указанием религиозной принадлежности) были убиты на месте.
В кровопролитной бойне несколько сотен человек были убиты в течение нескольких часов, большинство из них гражданские. Оценки общего число жертв варьируются в диапазоне от 200 до 600. Штаб фалангистов выпустил коммюнике на следующий день, утверждая, что месть, как предполагалось в начале, была ограничена захватом заложников, но переросла в бойню из-за «истерии» и «элементов, которые не хотели слушать приказы своего начальства».
Сразу же после этого Ливанское национальное движение атаковало позиции фалангистов в отместку за резню. Основные боевые действия шли в столице и в по большей части прилегающей сельской местности до 22 января 1976 года, но вскоре после этого они возобновились.